# Bourse trochantérique du muscle petit glutéal
La bourse trochantérique du muscle petit glutéal (ou bourse séreuse trochantérienne du muscle petit fessier) est une bourse synoviale du membre inférieur située au niveau de la cuisse.

## Description
La bourse trochantérique du muscle petit glutéal est située entre le tendon du muscle petit glutéal et le bord supérieur du grand trochanter.